# Marmashen
Marmashen là một đô thị thuộc tỉnh Shirak, Armenia. Dân số ước tính năm 2011 là 2238 người.